# Heilige Christoforus (Jheronimus Bosch)
De Heilige Christoforus is een schilderij van de Zuid-Nederlandse schilder Jheronimus Bosch in het Museum Boijmans Van Beuningen in Rotterdam.

## Voorstelling
Het werk stelt de Heilige Christoforus voor die het Christuskind draagt. Deze voorstelling is ontleend aan een legende van Jacobus de Voragine. Volgens dit verhaal werkte de reus Reprobus voor de keizer. Toen hij merkte dat de keizer bang was voor de duivel stelde hij zich in dienst van de duivel. De duivel was op zijn beurt bang voor God en dus stelde hij zich in dienst van God. Hij deed dit door als veerman mensen over de rivier te zetten. Op een avond verscheen Christus als kind dat overgezet wilde worden. Het kind werd echter zwaarder en zwaarder en toen Reprobus bijna onder het gewicht van het kind bezweek openbaarde Christus zich en doopte hem Christoforus (de Christusdrager).

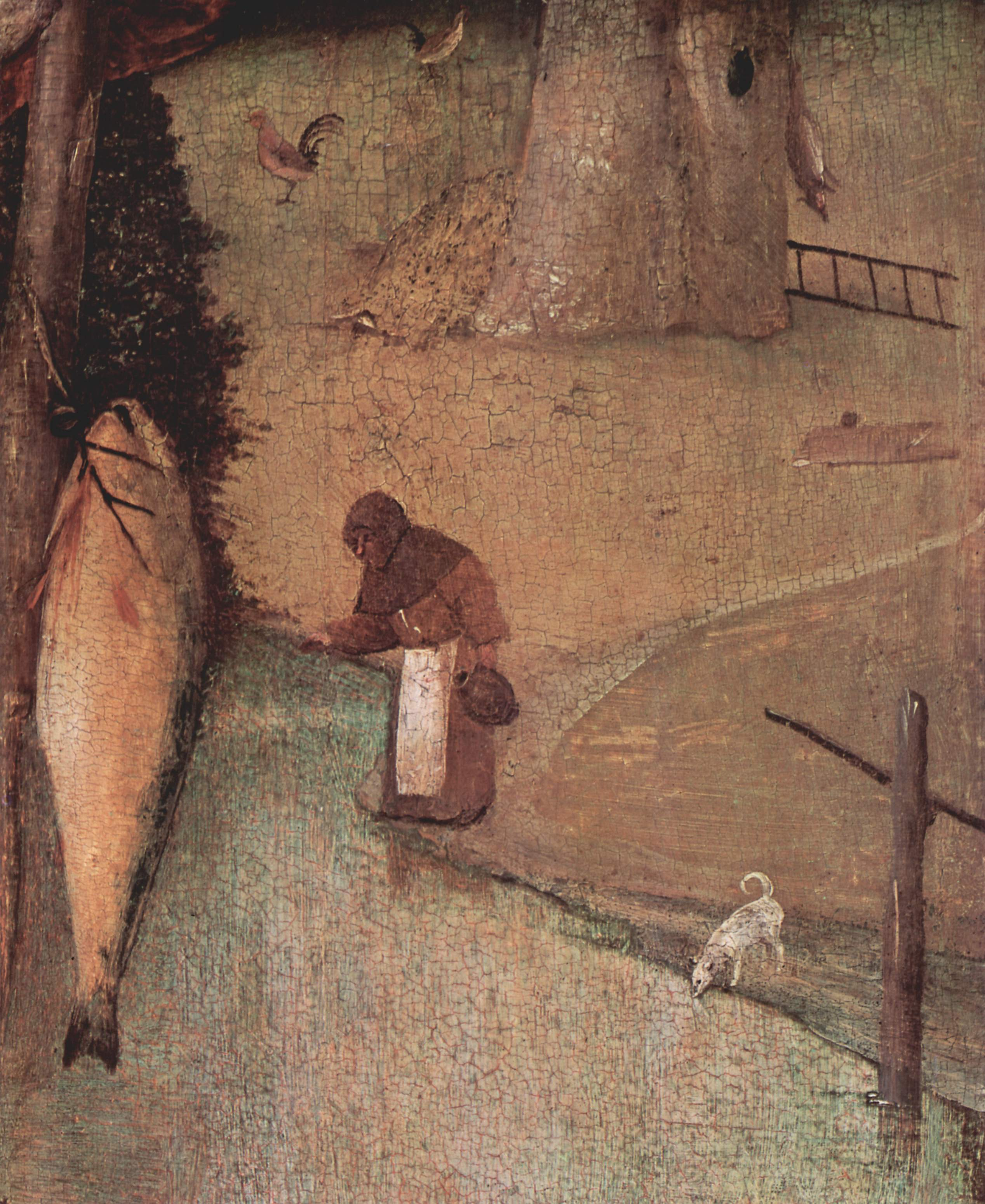
Detail: Schijnheilige kluizenaar (?).

Op het schilderij is de heilige leunend op een stok wadend door het water afgebeeld. Aan zijn staf hangt een vis. Zijn grootte wordt versterkt door details om hem heen, zoals dieren en een kluizenaar die water komt halen, kleiner af te beelden. Rechts staat een boom met daarin een enorme kruik die als woning wordt gebruikt. In de halsopening is een tweede kluizenaar te zien, die een lantaarn heeft opgehangen; dit om aan te geven dat de voorstelling zich 's avonds afspeelt. Hoger in de boom bevindt zich een duiventil. Helemaal bovenin klimt een naakte man naar een bijenkorf. Aan de voet van de boom hangt een dode vos. Links van de heilige bevindt zich een kleinere boom die door een jager wordt gebruikt als een soort galg voor een dode beer. Op de achtergrond, aan de overkant van de rivier, rent een bader in paniek weg voor een monster in een ruïne.
De schilder wijkt op sommige punten af van de bestaande beeldtraditie. Het Christuskind houdt bijvoorbeeld geen globe in zijn hand, maar een kruisstaf. De kluizenaar is wel een vast onderdeel, maar Bosch beeldt hem twee keer af. Volgens de legende legt het Christuskind het gewicht van de hele wereld op de schouders van Christoforus. Het Christuskind lijkt echter boven de heilige te zweven, waarmee – volgens Bosch-kenner Charles de Tolnay – eerder een ‘geestelijke last’ wordt gesymboliseerd, dan een fysieke. Ook gaat De Tolnay in op de verschillende details. Zo symboliseert de grote vis volgens hem de vastentijd, die volgde op de bekering van de heilige. De vroomheid van Christoffel contrasteert scherp met, wat De Tolnay een ‘schijnheilige kluizenaar’ noemt, die zich in een kruik tegoed doet aan vlees en honing.
Volgens Bosch-auteur Dirk Bax verwijzen veel details op het werk naar het eerdere leven van Christoforus en naar dingen waarmee de duivel de heilige probeert te verleiden. De jager en de beer is mogelijk een verwijzing naar de diensttijd bij de keizer. De draak en de badende man verwijst mogelijk naar de duivel. De kruik, duiventil en bijenkorf in de boom van de kluizenaar zijn volgens Bax symbolen van zwelgzucht (kruik en bijenkorf) en onkuisheid (duiventil).

## Datering en toeschrijving
Het werk is linksonder gesigneerd ‘Jheronimusch bosch’. Volgens Bosch-kenner Bernard Vermet behoort het tot de kern van Bosch’ oeuvre, zoals dat nu bekend is. Volgens De Tolnay is het werk ontstaan na het Heremieten-drieluik (ca. 1493 of later). Dendrochronologisch onderzoek heeft echter aangetoond dat het werk omstreeks 1496 of later moet zijn ontstaan.

## Herkomst
Het werk moet zich ooit in een privéverzameling in Italië bevonden hebben. Tegen 1931 was het in het bezit van kunsthandel Paul Cassirer. Vervolgens kwam het terecht in de verzameling van Franz Koenigs in Haarlem, die het van 1935 tot 1940 in bruikleen gaf aan het toenmalige Museum Boymans in Rotterdam. In 1940 was Koenigs genoodzaakt zijn hele verzameling, inclusief de Heilige Christoforus, te verkopen aan Daniël George van Beuningen, die het het jaar daarop aan het Boijmans schonk.

## Tentoonstellingen
De Heilige Christoforus maakte deel uit van de volgende tentoonstellingen:
- Tafelbilder des 15. und 16. Jahrhunderts, Schweiz, Deutschland, Niederlande, Kunsthaus Zürich, Zürich, 1934, cat. 95.
- Verzameling F. Koenigs, Museum Boijmans Van Beuningen, Rotterdam, 1935, cat. 2, p. 3, ill. 1.
- Jeroen Bosch. Noord-Nederlandsche Primitieven, Museum Boijmans Van Beuningen, Rotterdam, 10 juli-15 oktober 1936, cat. 60, p. 35, ill. 61.
- Meesterwerken uit vier eeuwen 1400-1800, Museum Boymans, Rotterdam, 25 juni-15 oktober 1938, cat. 1.
- Hollandse schilderkunst van Jeroen Bosch tot Rembrandt, Paleis voor Schone Kunsten, Brussel, 2 maart-28 april 1946, cat. 12.
- Les primitifs flamands, Musée de l'Orangerie, Parijs, 5 juni-7 juli 1947, cat. 6.
- Middeleeuwse Kunst der Noordelijke Nederlanden, Rijksmuseum Amsterdam, Amsterdam, 28 juni-28 september 1958, cat. 69, pp. 78-79, ill. 41.
- Jheronimus Bosch, Noordbrabants Museum, ’s-Hertogenbosch, 17 september-15 november 1967, cat. 9, p. 74 (als Christophorus).
- Jheronimus Bosch, Museum Boijmans Van Beuningen, Rotterdam, 1 september-11 november 2001, cat. 8.6.